# 厄溫·內爾
厄溫·內爾（德語：Erwin Neher，1944年3月20日—），德國生物物理學家。1991年，获得諾貝爾生理學或醫學獎。

## 生平
內爾出生在巴伐利亞的萊希河畔蘭茨貝格，1963年至1966年其間於慕尼黑工業大學學習物理學，1966年赴美國進修，一年後獲威斯康辛大學麥迪遜分校生物物理學碩士學位，1987年獲得萊布尼茨獎。
現在他是馬克斯-普朗克學會生物物理化學研究所所長和哥廷根大學教授。

## 外部連結
- Nobel autobiography（页面存档备份，存于）
- Scientific genealogy
- Freeview video 'An Interview with Erwin Neher' by the Vega Science Trust
- The Official Site of Louisa Gross Horwitz Prize（页面存档备份，存于）